# Bahnhof Zürich Selnau
Der Bahnhof Zürich Selnau (424 m ü. M.) ist eine Bahnstation der Sihltal-Zürich-Uetliberg-Bahn zwischen den Quartieren City und Werd der Schweizer Stadt Zürich. Die Station liegt seit 1990 im SZU-Tunnel unter der Sihl.

## Geschichte
Der alte Bahnhof Selnau wurde 1875 als oberirdischer Kopfbahnhof zusammen mit der Strecke Selnau–Uetliberg der damaligen Uetlibergbahn in Betrieb genommen. 1892 folgte die Strecke Selnau–Sihlwald via Adliswil der Sihltalbahn.
Die fehlende direkte Anbindung zum Hauptbahnhof Zürich erwies sich im Verlaufe der Jahrzehnte als grosser Nachteil. Dies führte dazu, dass 1990 mit der Einführung der S-Bahn Zürich und des Zürcher Verkehrsverbundes der alte oberirdische Kopfbahnhof stillgelegt und durch den neu gebauten, unterirdischen Durchgangsbahnhof mit Verlängerung zum Hauptbahnhof Zürich ersetzt wurde. Er kam etwas nördlicher zu liegen, was bessere Anbindungen ans Stadtzentrum ermöglichte.

## Alter Bahnhof

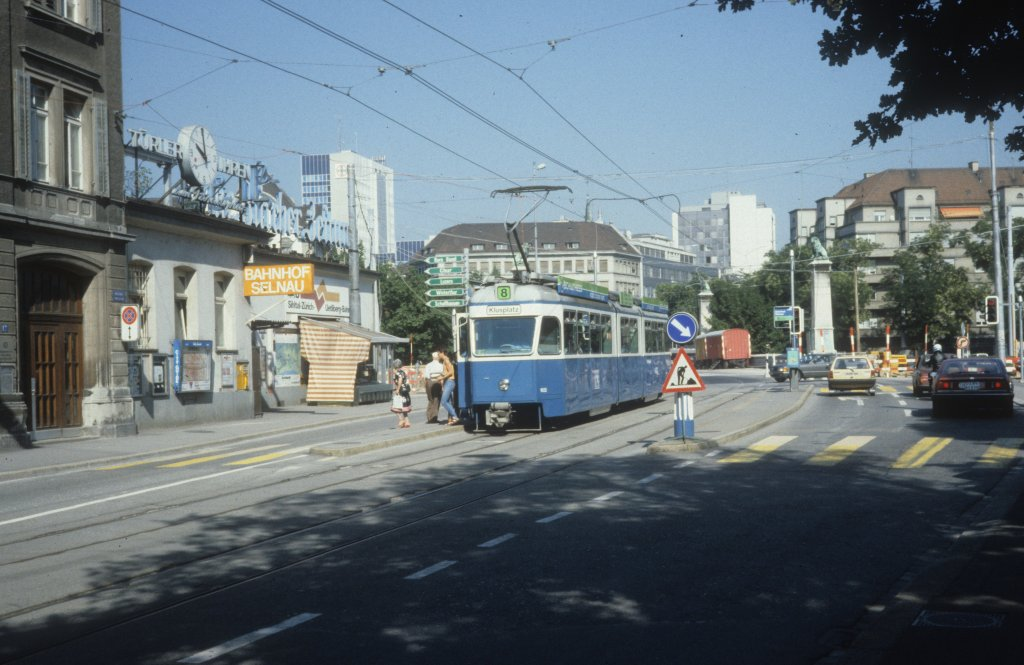
Teile des Bahnhofs am linken Bildrand im Jahr 1986

Der alte Bahnhof wurde 1875 als «provisorische» Endstation der Uetlibergbahn auf dem Areal des städtischen Holzlagerplatzes erstellt. Das Gelände wurde nicht erworben, sondern über ein Pachtvertrag von der Stadt gemietet. Der Kopfbahnhof umfasste ursprünglich 3 Betriebsgleise sowie die Depotanlage der UeB.
Im Zusammenhang mit der Eröffnung der Sihltalbahn und deren Einführung in diesen Bahnhof wurde der Bahnhof 1892 umgebaut. Neu umfasste er sechs Betriebsgleise, das Depot wurde nach Zürich Giesshübel verlegt.
Im Jahr 1897 wurde ein eigener Hydrant zum Wasserfassen gebaut und 1899 auf den Perron eine Gasbeleuchtung installiert.
Im Jahr 1916 ersetzte man die Handweichen durch ein mechanisches Stellwerk, welches aus gebrauchten Teilen des Stellwerkes in Giesshübel zusammengebaut wurde. 1921 entfernte man auch die Schiebebühne der UeB.
Im Jahr 1922 wechselte die Zuständigkeit im Bahnhof im Zusammenhang der Gründung der Auffanggesellschaft für die Uetlibergbahn (BZUe). Nun war das Personal der SiTB für den Bahnhof zuständig, das davor von der UeB gestellt wurde. Auch wurde die Abortanlage erneuert. Im Jahr 1929 wurde die Beleuchtung der Signale und Weichenlaternen elektrifiziert.
Im Jahr 1951 wurden die Gleisanlagen erweitert, die BZUe bekam ihren eigenen Zwischenperron. Auch wurde das Stellwerk erneuert und durch ein elektrisches Integra-Schalterwerk ersetzt.
Im Jahr 1978 wurde das Perrondach des Sihltalperrons ersetzt.
Der Bahnhof wurde 1990 geschlossen, die Gleisanlagen zurückgebaut und das Areal der Stadt zurückgegeben. In den folgenden Jahren wurde an dessen Stelle die Wohnsiedlung Selnau erstellt. Das 1892 erbaute Bahnhofsgebäude wurde schon 1990 abgebrochen.
Im ehemaligen Bahnhofbuffet wurde 1992 der Jazzclub Moods eröffnet, der dort bis ins Jahr 2000 rund 1700 Konzerte mit insgesamt 140.000 Besuchern veranstaltete.

## Heutiger Bahnhof

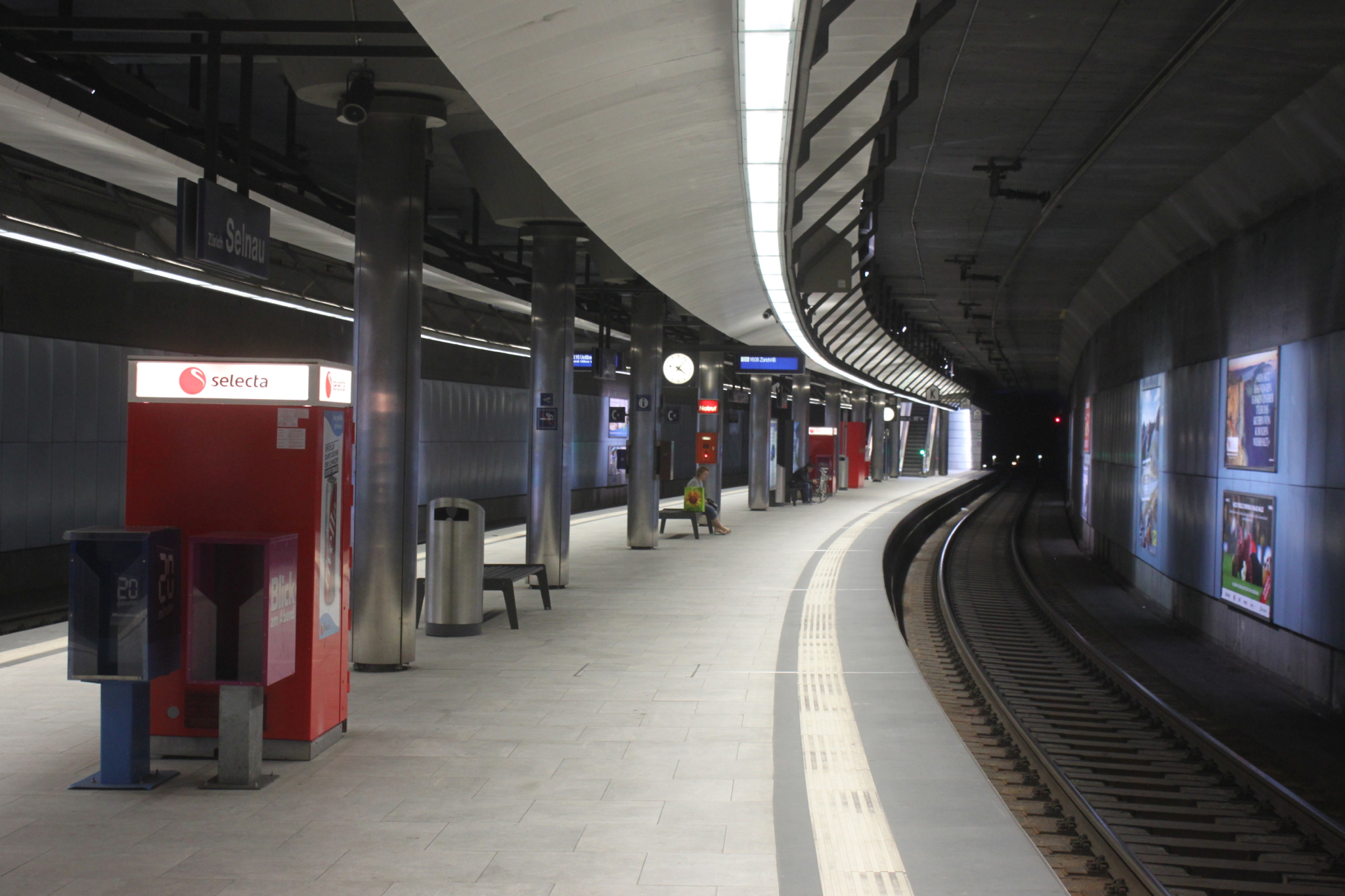
Perron des Bahnhofs Selnau (2014)

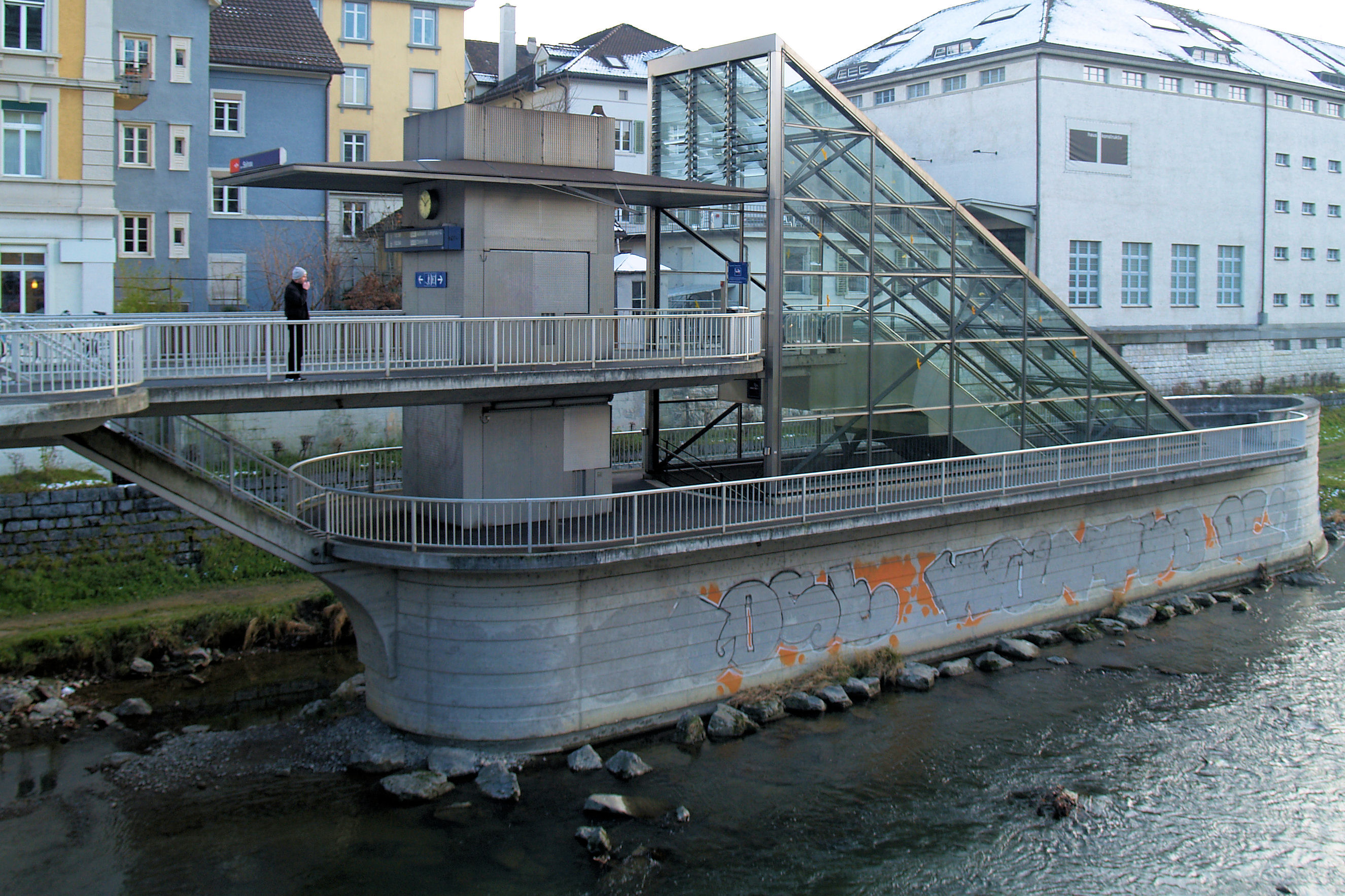
Nördlicher Ausgang mit Sihl von Westen (2008)

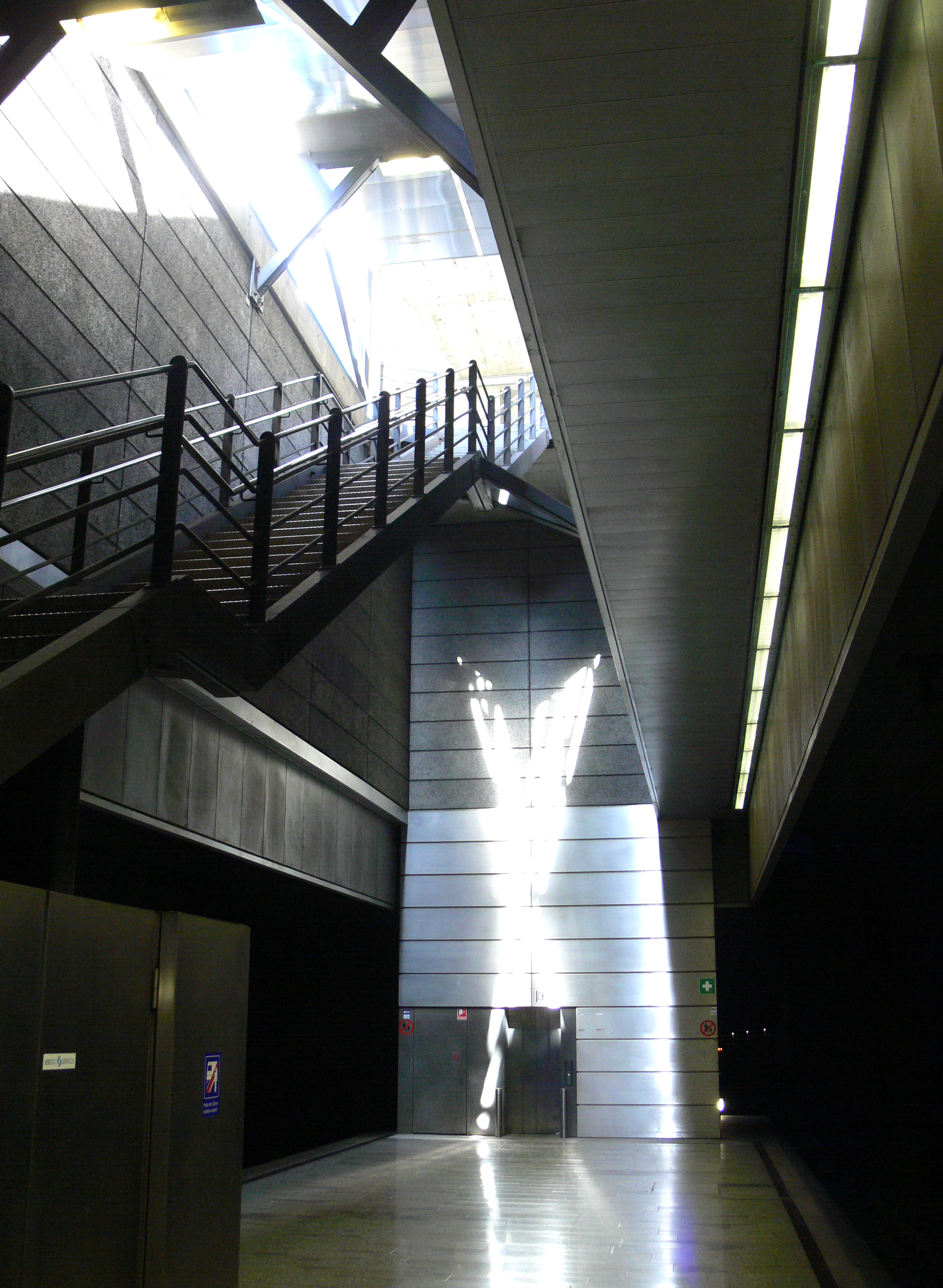
Tageslicht, Perron und Tunnel (2006)

Bahntechnisch handelt es sich um eine einfache Haltestelle mit Mittelbahnsteig, die unterhalb des Flussbettes der Sihl errichtet wurde. Der südliche Aufgang liegt gegenüber dem ehemaligen Bahnhof bei der Stauffacherbrücke. Der nördliche Aufgang ist vom Wasser der Sihl umgeben und führt auf die Sihlbrücke zwischen Stauffacher und Sihlporte.
Auf beiden Seiten gibt es zwar Spurwechsel, die waren aber dem Umstand geschuldet, dass die Strecke bis Sommer 2022 mit zwei Fahrleitungen mit unterschiedlicher Spannung ausgerüstet war. Und nur so wechselweise für die eine oder andere Spannung als Doppelspurstrecke benutzt werden konnte. In SZU-Vorschriften war der Betriebspunkt „Zürich Selnau“ als Haltestelle geführt.

## S-Bahn und öffentlicher Nahverkehr
- S 4 Zürich HB – Adliswil – Langnau-Gattikon (– Sihlwald)
- S 10 Zürich HB – Triemli – Uitikon Waldegg – Uetliberg
- SN4 Zürich HB – Adliswil – Langnau-Gattikon [7]

### Tramlinien auf nahgelegenen Haltestellen
| Haltestelle    | Tramlinien | Tramlinien | Tramlinien | Tramlinien | Distanz | Hinweis                     |
| -------------- | ---------- | ---------- | ---------- | ---------- | ------- | --------------------------- |
| Bahnhof Selnau | 8          | 8          | 8          | 8          | 50 m    | über den südlichen Ausgang  |
| Sihlstrasse    | 2          | 2          | 9          | 9          | 200 m   | über den nördlichen Ausgang |
| Stauffacher    | 2          | 3          | 9          | 14         | 180 m   | über den nördlichen Ausgang |